# Jardín botánico White Hills
El Jardín Botánico White Hills, (inglés: White Hills Botanic Gardens) es un jardín botánico de unas 6,6 hectáreas de extensión, que está catalogado como de la herencia, en Bendigo, Victoria, Australia. 
El código de identificación internacional del "White Hills Botanic Gardens" como miembro del "Botanic Gardens Conservation Internacional" (BGCI), así como las siglas de su herbario es WHIHL.

## Localización
White Hills Botanic Gardens se ubican junto a la "Midland Highway", 4 km al noreste del centro de la ciudad de Bendigo.
White Hills Botanic Gardens City of Greater Bendigo, PO Box 733, Bendigo, VIC 3550, Australia.
Planos y vistas satelitales.36°45′59.4″S 144°17′11.7594″E / -36.766500, 144.286599833
El jardín botánico está abierto desde las 7.30 hasta el ocaso todos los días del año.
El jardín botánico está interconectado con "Lake Weeroona" y "Rosalind Park" por el sendero de cicloturismos del "Bendigo Creek Linear Park walking and cycling track". 

## Historia
Después del descubrimiento de oro en la vecindad de Bendigo en 1851, el área a lo largo del "Bendigo Creek" se convirtió en un foco de actividad con cavadores que buscaban el oro aluvial. Para 1852 la aldea de "White Hills" que colindaba el arroyo había sido nombrada y antes de 1854 fue examinada por Richard Larritt. Fue incluida en la planificación de terrenos reservados para un "jardín botánico". La reserva para los jardines fue oficialmente anunciada en 1857 y el cercado fue terminado en tres flancos. El año siguiente el área para los jardines fue incrementada cuando el arroyo fue enderezado. El meandro del arroyo original fue hecho una laguna dentro de la reserva, con un puente a una isla en el centro. 
Para final de 1861 los jardines habían sido abiertos al público (no se conoce al diseñador). Los senderos y las calzadas diseñados para el paseo, se formaron los lechos de cultivo, y se plantaron numerosos árboles. Ferdinand von Mueller, entonces director del Melbourne Botanic Gardens, suministró plantas a la ciudad de Sandhurst y entre ellas numerosas coníferas que permanecen actualmente en el jardín botánico White Hills. De esta época datan unas abundantes donaciones de plantas, con centenares de gomeros azules. Antes de 1862 se añadió una colección pequeña pero variada de animales nativos, agregándose monos en 1864.
El jardín experimentó una importante remodelación en 1873, instigado por el nuevo curador, Samuel Gadd. Gadd hizo cubrir los senderos con grava, trasplantado 500 árboles, plantado 110 nuevos árboles, formado 28 lechos de cultivo circulares y 20 rectangulares, creado 220 yardas de divisoriass y colocado 0.5 acres de hierba. Tal fue la aprobación que obtuvo que lo promovieron para supervisor del "Camp Reserve" (más tarde renombrado como "Rosalind Park") y que todavía tenía sin embargo control total de los jardines en White Hills. Sin embargo, por 1888 los jardines estaban en un estado deteriorado. La vegetación moría, con un deterioro que comenzaba en el extremo meridional de los jardines y extendiéndose para afectar a la mitad del área. La salinidad excesiva era probablemente responsable del deterioro, con drenaje mejorado, los jardines se recuperaron. 
Los terrenos a través del arroyo en el lado occidental también fueron preservados en la década de 1860 con el fin de cultivar diversas plantas en prueba para su adaptación a las condiciones locales. Sin embargo, aparte de una colección de árboles plantados a lo largo de los límites en 1890, esta "Acclimatisation Reserve" nunca fue utilizada para su propósito original, en lugar fue convertido como terrenos para la práctica de deportes (White Hills Football Oval) durante el siglo XX. 
El gran arco conmemorativo de la entrada, fue erigido en 1925, después de 7 años de recogida de fondos, para conmemorar a las personas de la localidad que participaron en la Primera Guerra Mundial. Fue diseñado por C.M. Dawe y el arquitecto fue G.D. Garvin. 
En el 2000, el sendero de la entrada fue remodelado en una sola calzada, amplia que llevaba lejos de las puertas. En este tiempo los aparcamientos internos fueron trasladados al límite norte. En 2006, la casa del vigilante fue reconvertida en un centro de equipamientos para los jardines y como parte de las celebraciones del 150.º aniversario, fueron retituladas como "Samuel Gadd Centre". Esto era un reconocimiento de la importante contribución hecha por el Curador Gadd en el desarrollo de los parques y jardines de Bendigo. 
El jardín creado en 1857, celebró recientemente su 150.º aniversario. El jardín botánico de White Hills tiene una considerable significación tanto a nivel nacional, del estado, como a niveles locales. El estado de Victoria es único en tener una colección estatal de jardines botánicos - no apenas parques - en las ciudades regionales, datando de la segunda mitad del siglo XIX. Estos jardines crecieron conforme las ciudades mismas crecieron. En el caso del White Hills, fueron durante muchos años el único jardín público de Bendigo. Se esperaba que Bendigo inicialmente creciera alrededor de "White Hills", sin embargo este jardín fue reemplazado en importancia solamente por el "Rosalind Park", cuando la ciudad trasladó su punto focal al distrito financiero actual.

## Colecciones
En sus colecciones menos del 25 % son plantas nativas australianas.
La entrada principal al jardín botánico de White Hills está enmarcada por un arco de entrada impresionante construido en 1925 como monumento a los soldados de la Primera Guerra Mundial. Desde el arco, una calzada lleva al área principal del jardín. En esta alineada a ambos lados una fila de cipreces columnares (Cupressus sempervirens 'Stricta') y una disposición formal de lechos de cultivo con plantas anuales de jardín. Una gran higuera (Ficus macrophylla) marcan la entrada original de los jardines (1861-1893). El jardín entonces se abre hacia fuera en un parque con los árboles maduros y áreas de césped. En el centro a esta área hay una laguna formada de una sección de meandro remanente del original de "Bendigo Creek". En la laguna fue cread una isla en 1983 como refugio para la fauna avícola nativa y se ha plantado con vegetación indígena de ribera y forma un refugio para la fauna avícola nativa.
Adyacente a la laguna hay una estructura de estilo victoriano que da cobijo y protección de los elementos para realizar pícnic, además de una pajarera que contiene una colección de loros. Los recintos en los límites del este y meridionales de los jardines contienen objetos expuestos de wallabies y de canguros. La exhibición de animales ha sido una tradición de muchos años en los jardines y son una atracción popular para los visitantes. Una jaula de cacatúas también está situada en el centro de los jardines. 
Hay una colección de cañas de indias (que anteriormente formaba parte de la colección australiana de los "Queen Victoria Gardens, Bendigo") y las dalias (de la colección de los "Eaglehawk Canterbury Gardens") se pueden encontrar etiquetadas en lechos de cultivo especiales del jardín cerca del centro de Samuel Gadd. Esta casa, que se remonta al "Napoleon Crescent", se nombra en honor de uno de los primeros curadores, que desempeñó un papel importante en el desarrollo inicial de los parques públicos y jardines de Bendigo (1873-1903). Se ha reconstruido como centro de recursos para el jardín. 
En su colección de árboles maduros destacan 4 especímenes de árboles que se encuentran incluidos en el catálogo del "National Trust of Australia significant tree register", tal como "African Sweet Thorn" (Acacia karroo), "Prickly Bottlebrush" (Callistemon brachyandrus), "Kei Apple" (Dovyalis caffra), "Soledad Pine" (Pinus torreyana).
De lo digno de destacar se incluye un túmulo conmemorativo al clan McLeod. La cima del túmulo contiene piedras traídas de alrededor del mundo por la gente que acudió a la reunión a nivel mundial del clan McLeod celebrada en Bendigo en 1999.